# Restricción calórica

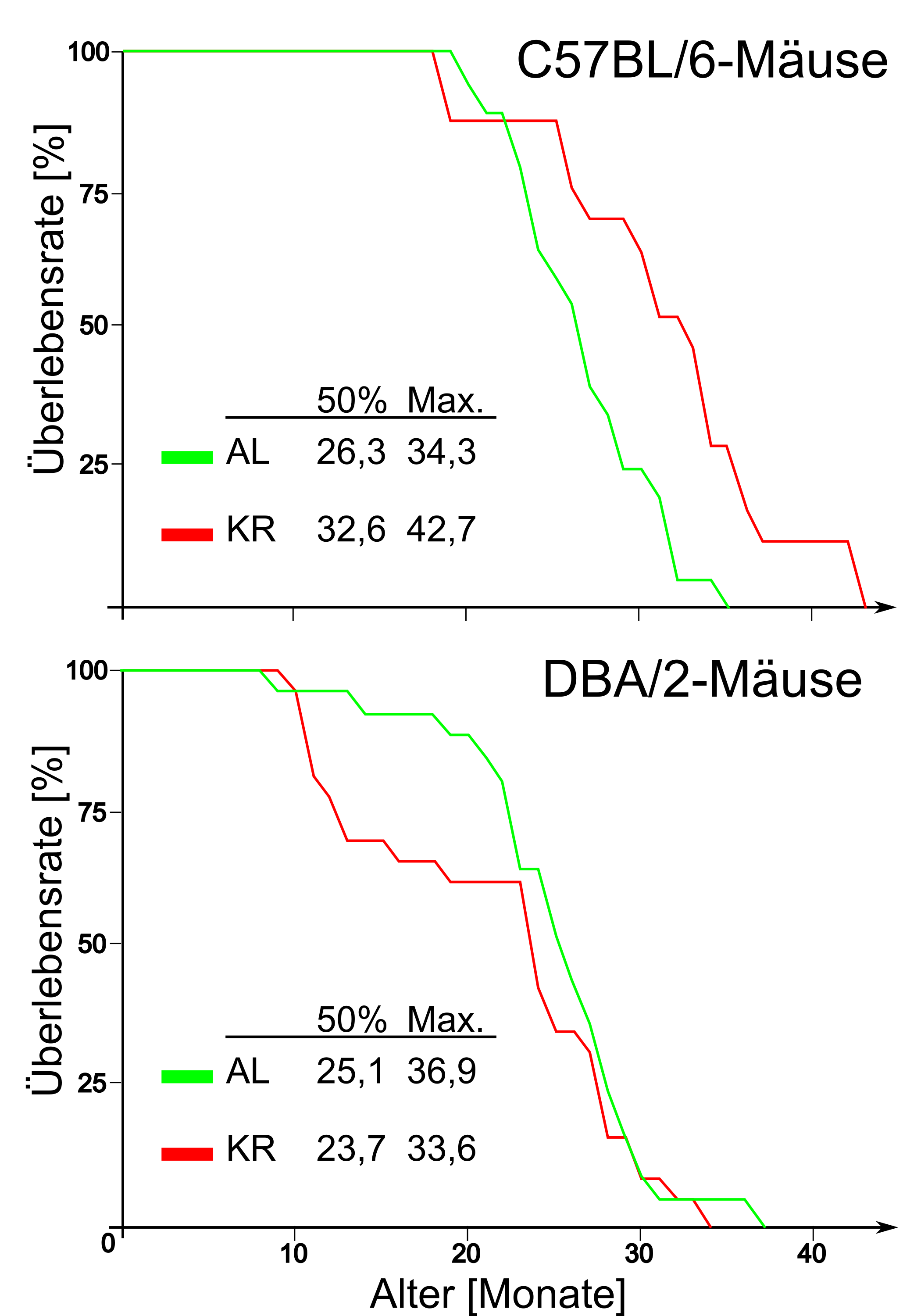
Restricción calórica con diferentes ratones.

La Restricción calórica (RC) es la práctica de limitar la ingesta energética procedente de la dieta con la esperanza de que mejorará la salud y retrasará el envejecimiento. 
En sujetos humanos, la RC ha demostrado reducir el colesterol, la glucosa en ayuno y la presión sanguínea. Algunos consideran que esto es un biomarcador del envejecimiento, puesto que existe una correlación entre estos marcadores y el riesgo de enfermedades asociadas al envejecimiento. Excepto para las moscas domésticas, las especies animales examinadas hasta ahora al exponerlas a RC, incluidos los primates, las ratas, ratones, arañas, Drosophila, Caenorhabditis elegans y rotíferos, han mostrado un aumento de la longevidad. 
La RC es la única medida dietética capaz de aumentar la longevidad máxima, como opuesto de la longevidad media. En la RC, la ingesta energética se minimiza, aunque se efectúa con las suficientes cantidades de vitaminas, minerales y otros nutrientes importantes que deben ser consumidos. 
Para dar énfasis a las diferencias entre la RC y una mera restricción de alimento, a menudo nos referimos a la RC mediante una plétora de otros nombres como CRON o CRAN (restricción calórica con una nutrición óptima/adecuada), o la dieta (Alta-baja) alta en todos los nutrientes salvo en calorías, en la que es "baja". Otros nombres de la dieta enfatizan su meta, como el de RCL (restricción calórica para la longevidad), o simplemente la dieta de la longevidad, como recientemente publicó un libro.

## Historia de las investigaciones

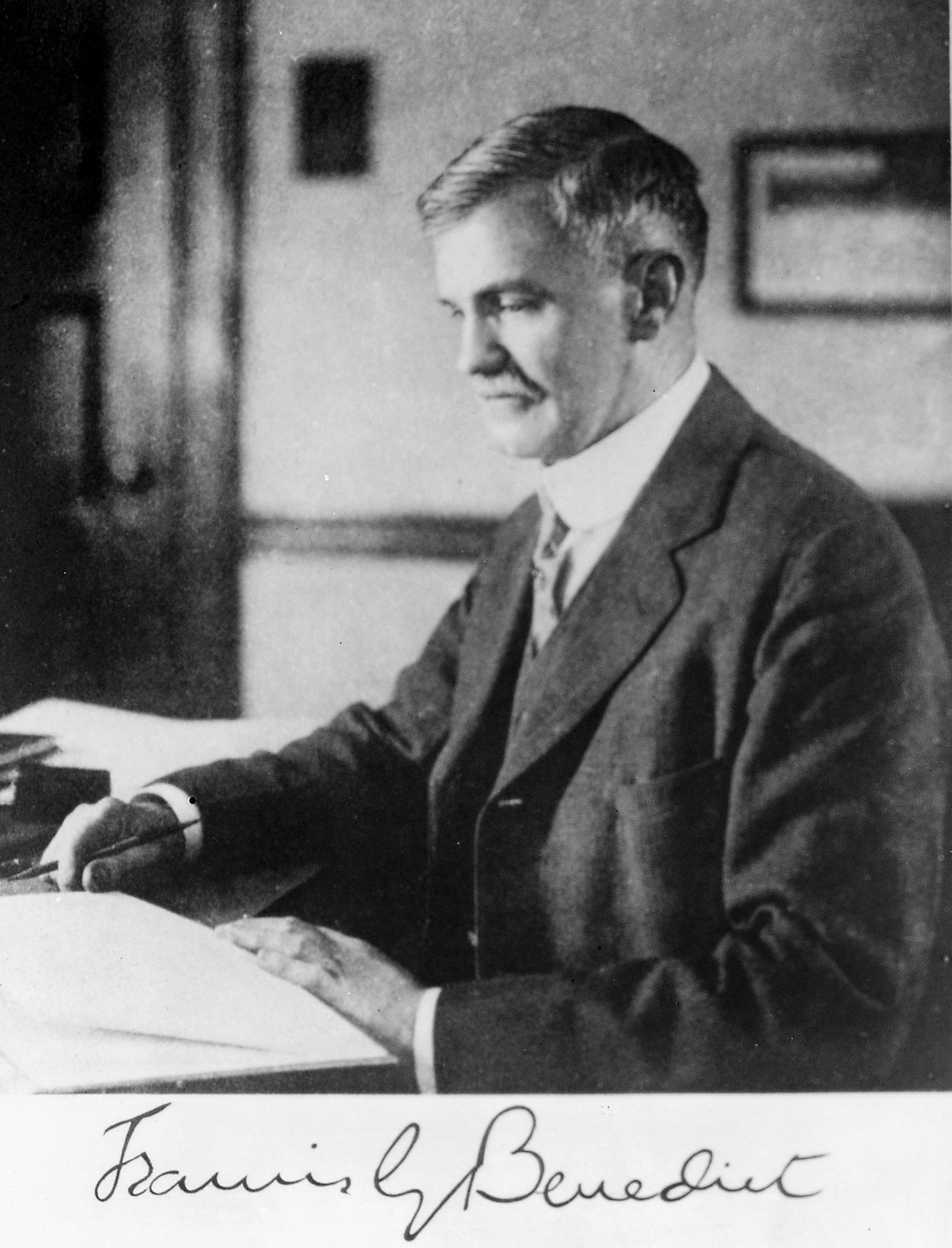
Benedict es conocido por la ecuación de Harris-Benedict utilizada para medir la tasa metabólica.

En 1934, Clive McCay y Mary Crowell de la Universidad Cornell observaron que las ratas de laboratorio alimentadas con una dieta fuertemente reducida en calorías mientras se mantenían los nutrientes vitales aumentaban su longevidad en dos veces más de lo esperado. Estos descubrimientos fueron examinados en detalle por una serie de experimentos con ratones dirigidos Roy Walford y su alumno Richard Weindruch. En 1986 Weindruch informó de que la restricción de la ingesta calórica de los ratones de laboratorio incrementaba proporcionalmente su longevidad en comparación con un grupo de ratones con una dieta normal. Estos mantenían apariencias juveniles y prolongaban sus niveles de actividad y mostraban retardo en la aparición de enfermedades asociadas al envejecimiento. Los resultados de los muchos experimentos realizados por Walford y Weindruch se resumen en su libro Retrasando el envejecimiento y la enfermedad mediante la restricción de la dieta" (1988) (ISBN 0-398-05496-7).
Los descubrimientos fueron aceptados desde entonces y generalizados a un amplio rango de animales. Los investigadores han investigado la posibilidad de vínculos fisiológicos paralelos en humanos (ver Roth y otros más abajo). Mientras tanto, mucha gente ha adoptado independientemente la práctica de la restricción calórica de alguna forma, en la esperanza de adquirir los beneficios esperados. Entre los más notables están los miembros de la Sociedad para la Restricción Calórica.
Para comprobar su efecto en seres humanos se llevaron a cabo ensayos en la Universidad de Washington en 2002 con 30 participantes. El Dr. Luigi Fontana, investigador clínico dijo que parecía que los participantes envejecían más lentamente que el resto de nosotros "Empezando por la presión sanguínea sistólica -decía- que normalmente con la edad con fiabilidad, en parte porque las arterias se endurecen. En mi grupo, la edad media es 55 y la presión sistólica media es 110: esos son los niveles a los 20 años."
"Por supuesto, no te puedo decir si mis sujetos vivirán hasta los 130. Ni tampoco nada de muchos factores incontrolables que afectan a la duración de la vida. No tengo evidencias suficientes para probar que estas personas envejecen más lentamente, pero eso parece."
Un estudio dirigido por el Instituto Sal de Estudios Biológicos y publicado en la revista Nature en mayo de 2007 determinó que el gen PHA-4 es responsable de la longevidad bajo el efecto de la restricción calórica en animales, esperando resultados similares en humanos.
El descubrimiento ha dado esperanzas para la síntesis de futuros fármacos que incrementen la longevidad humana estimulando los efectos de la restricción calórica. No obstante, el biólogo del MIT Leonard Guarente advirtió que el "tratamiento no debe ser un sustituto de un estilo de vida saludable. Además se debe ir al gimnasio".
Un nuevo estudio publicado en junio de 2012 por la Escuela de Medicina de la Universidad de Washington ha encontrado que la limitación en la ingesta de calorías tiene como resultado un corazón hasta 20 años más joven. La investigación ha encontrado que la flexibilidad cardíaca, una medida clave de la capacidad del corazón para adaptarse a la actividad física, el estrés, el sueño y otros factores que influyen en la velocidad a la que el corazón bombea sangre, no disminuye tan rápidamente en las personas que han restringido significativamente su consumo de calorías durante un promedio de siete años. El hallazgo de que la variabilidad del ritmo cardíaco es mejor en las personas que practican una restricción cardíaca no significa simplemente que sus sistemas cardiovasculares son flexibles, sino que la relación sugiere una mejor salud en general.

## Efectos de la restricción calórica en diferentes organismos

### Primates
Los investigadores de la Facultad de Medicina Monte Sinaí de Nueva York encontraron que los monos ardillas sometidos a una dieta de restricción calórica de por vida tenían menos probabilidades de desarrollar cambios parecidos al Alzheimer en sus cerebros en comparación de aquellos alimentados con una dieta normal. Puesto que los monos ardilla tienen una longevidad relativamente grande, las conclusiones definitivas al respecto de si envejecen o no más lentamente aún no están disponibles.
En 1989 comenzó un estudio con monos resus en la Universidad de Wisconsin. Los resultados preliminares mostraron niveles de insulina y glucosa en ayunas menores así como una mayor sensibilidad a la insulina y perfiles de lipoproteínas de baja densidad asociados con un menor riesgo de aterogénesis en los animales que habían sido sometidos a restricción dietética.

### Ratas
Hace setenta años, McCay Mc y otros descubrieron que reduciendo la cantidad de calorías que se les suministraba a ratas casi se doblaba su longevidad. En los últimos setenta años los científicos han propuesto hipótesis para explicarlo. Algunas de las explicaciones serían la reducción de divisiones celulares, menores tasas metabólicas y la reducción de la producción de radicales libres generados por metabolismo. Recientemente, el profesor de Harvard David Sinclair ha dirigido una investigación que proporciona una nueva explicación para el aumento de la longevidad producido por la restricción calórica. Implica la activación de un gen llamado Sirt1. Cuando la actividad del gen Sirt1 se incrementa por manipulación genética, la restricción calórica no produce ningún aumento. Cuando se elimina el gen Sirt1 también se elimina cualquier efecto de la restricción calórica. Se ha demostrado que el Resveratrol incrementa la actividad del gen Sirt1 del mismo modo que lo hace la restricción calórica. Cuando el resveratrol incrementa la longevidad de los sujetos, la restricción calórica no puede aumentarla. Esta investigación se ha llevado a cabo en levaduras e invertebrados, no en ratas. Actualmente, la actividad del gen Sirt1 no se ha podido incrementar en ratas por manipulación genética.

### Drosophila
Un trabajo publicado en 2003 por Mair y otros mostró que la restricción calórica tiene efectos instantáneos sobre las tasas de mortalidad en las moscas de la fruta de cualquier edad.

### Caenorhabditis elegans

El gusano C. elegans es un organismo modelo que ha sido ampliamente utilizado en la investigación de la biología del envejecimiento, en especial en ensayos sobre la restricción calórica.

Investigaciones recientes en un pequeño gusano llamado Caenorhabditis elegans ha mostrado que la restricción del metabolismo de la glucosa alarga la longevidad aumentando el estrés oxidativo hasta provocar un aumento de la resistencia contra éste, en un proceso denominado mitohormesis.

## Dieta hipocalórica
La dieta hipocalórica es aquel régimen dietético que fundamenta su aplicación en la restricción calórica diaria, o la reducción en la ingesta de alimentos (que aportan calorías). Es la más habitual de las dietas que aplican y diagnostican los médicos en los casos de pérdida de peso. Suele tener efectos secundarios como el efecto de rebote (un aumento de peso). Es la dieta más habitual en los casos diagnosticados de obesidad y sobrepeso.
El fundamento de esta dieta consiste en el balance de calorías consumidas frente a las "quemadas" con la actividad diaria. El ritmo de ganar peso dependerá de este balance. Se caracteriza por una reducción de cantidad de alimentos, al mismo tiempo que una limitación de la ingesta de alimentos con gran densidad calórica. Dependiendo de la actividad física diaria de la persona, y de su metabolismo basal se fija una cantidad o nivel de referencia de ingesta de calorías por día. Tras ello se organiza un sistema de menús que cumpla con el nivel fijado. Al reducir la ingesta de calorías, y quedar por debajo del nivel necesario (balance calórico negativo), el cuerpo consume calorías del tejido adiposo, perdiendo peso y reduciendo volumen. Por regla general produce un cambio en el índice de masa corporal (relación peso/talla).

## Restricción calórica y longevidad
Hay muchas teorías sobre cómo funciona la RC y muchas de ellas se han quedado en desuso o se ha probado su falsedad. Entre estas tenemos la de la reducción de la tasa metabólica basal, la del retraso del desarrollo, la del control de la glotonería de los animales y la del descenso en la producción de glucocorticoides.

### (Mito)hormesis
Un pequeño número de investigadores en el campo de la restricción calórica proponen ahora una nueva teoría conocida como la de la hipótesis hormética de la RC, también conocida como hipótesis mitohormética de la CR debido a la probable implicación de las mitocondrias en el mecanismo.
A principios de los años 1940 Southam & Ehrlich, 1943 publicaron que un extracto de corteza del que se sabía que inhibía el crecimiento fúngico, realmente estimulaba el crecimiento cuando se suministraba a concentraciones muy bajas. Acuñaron el término hormesis para describir las acciones beneficiosas que resultaban de la respuesta de un organismo a estresantes biológicos de baja intensidad. La palabra "hormesis" se deriva del verbo griego ῞ορμω, que significa excitar (es la misma raíz de la palabra hormona).
La hipótesis de la mitohormesis propone que la dieta impone un estrés biológico de baja intensidad al organismo, lo cual suscita una respuesta de defensa que ayuda a protegerla contra las causas del envejecimiento. En otras palabras, la RC pone al organismo en un estado defensivo tal que le permite sobrevivir las condiciones adversas y esto produce una mejora de la salud y alarga la vida. Este cambio a un estado defensivo puede estar controlado por los genes de la longevidad (ver más adelante).
Aunque la hipótesis de la mitohormesis fue un concepto puramente hipotético hasta finales de 2007, un trabajo reciente llevado a cabo por el grupo de Michael Ristow en Caenorhabditis elegans ha puesto de manifiesto que la restricción del metabolismo de la glucosa aumenta la longevidad aumentando en principio el estrés oxidativo hasta ejercer un aumento de la resistencia contra el estrés oxidativo. Este es probablemente la primera prueba experimental que demuestra que la hormesis es una causa primordial del aumento de la longevidad que resulta de la RC.

### Señalización de la Insulina
Los primeros trabajos en C. elegans (ver Cynthia Kenyon) e investigaciones más recientes en ratones sugieren que (ver Matthias Bluher, C. Ronald Kahn, Barbara B. Kahn, y otros) no es sólo la reducción de la ingesta calórica lo que influencia la longevidad. Esto se ha realizado mediante el estudio de animales que tienen su metabolismo cambiado para reducir la actividad de la insulina o elementos que están corriente abajo de la transducción de su señal, reteniendo en consecuencia la flaqueza de los animales de sus primeros estudios. Se observó que estos animales pueden tener una ingesta normal, pero tienen un incremento de la longevidad similar. Esto sugiere que la longevidad se incrementa en los organismos que pueden mantenerse delgados mientras puedan evitar una acumulación excesiva de tejido adiposo. Si esto pudiera efectuarse sin disminuir la ingesta (como en algunos tipos minoritarios de alimentación, como la dieta con alimento vivo o la de Joel Fuhrman), entonces la "dieta de inanición" anticipada como un requisito imposible por los primeros investigadores deja de ser una precondición para aumentar la longevidad.
La proyección con la que se pueden aplicar estos descubrimientos a la nutrición humana y a la longevidad está, como se dirá más adelante, investigándose. Un artículo en PNAS, 2003 mostraba que los que practicaban una dieta de RC tenían una mejor salud cardiovascular (PMID 15096581). También se encuentra en desarrollo la creación de intervenciones que mimetizan la restricción calórica.

### Sir2/SIRT1
El Sir2 o "regulador silente de información 2" es un gen de longevidad descubierto en la levadura de la cerveza que aumenta la longevidad suprimiendo la inestabilidad del ADN (ver Sinclair y Guarente, Cell, 1997). En mamíferos el Sir2 se conoce como SIRT1. Recientes descubrimientos han sugerido que el gen Sir2 puede estar en el mecanismo subyacente de la RC. En la levadura la enzima Sir2 se activa por RC, lo que conduce a un aumento de la longevidad del 30 %. David Sinclair de la Facultad de Medicina de Harvard, mostró que en mamíferos el gen SIRT1 se activa mediante una dieta de RC, y este protege a las células de morir por estrés. Un artículo de un ejemplar de junio de 2004 de la revista Nature exponía que el SIRT1 libera ácidos grasos de las células en que se almacena. El laboratorio de Sincler informó de que había encontrado pequeñas moléculas, como el resveratrol que activaban Sir2/SIRT1 y aumentaban la longevidad de las levaduras, nemátodos, y moscas de la fruta, y la de ratones que consumen una dieta hipercalórica. Un grupo italiano encabezado por Antonio Cellerino mostró que el resveratrol aumentaba la longevidad de un pez en un 59 %. En los estudios sobre levaduras, gusanos y moscas el resveratrol no aumenta la longevidad si el gen Sir2 está mutado. Un grupo de investigadores liderado por Matthew Kaeberlein y Brian Kennedy (que al igual que Sinclair aprendieron en el laboratorio de L. Guarente) de la Universidad de Washington en Seattle pensaban que los trabajos de Sinclair con el resveratrol eran artefactos y que el gen Sir2 no tenía relevancia para la RC.
Guarente ha publicado recientemente un artículo en el que pone de manifiesto que el comportamiento asociado con la restricción calórica no se da cuando un ratón KO para el Sirt1 se somete a una dieta de restricción calórica, lo cual implica que este gen es necesario para los efectos que producen la restricción calórica. Sin embargo este papel que también se ha atribuido a parámetros bioquímicos de los que se piensa que median en el efecto aumentante de la longevidad (bajos niveles de insulina, IGF y ayuno de glucosa), no cambiaban en ratones normales y en los que carecían de Sirt1. No se informó en ese estudio de si el efecto sobre la RC era aún evidente en los Ratones con Sirt1 noqueado.

## DHEA
La dehidroepiandrosterona (DHEA) es una prohormona endógena precursor de los andrógenos y estrógenos. Entre otras muchas utilidades, se sabe que es eficaz en la prevención del envejecimiento y como estimulante sexual.
Aunque se ha visto que la restricción calórica aumenta la DHEA en primates, no se ha visto que lo haga en los individuos postpubescentes.

### Radicales libres y glicación
Dos teorías importantes del envejecimiento son la Teoría de los radicales libres y la Teoría de la glicación, pudiendo explicar ambas el mecanismo de funcionamiento de la RC. Con grandes cantidades de energía disponible, las mitocondrias no funcionan muy eficientemente y generan más superóxido. En situación de restricción calórica se conserva la energía y se generan menos radicales libres. Un organismo en restricción calórica tendría menos contenido graso y necesitaría menos energía para mantener su peso, lo cual significa también que necesitaría tanta menos glucosa en el torrente sanguíneo. Menos glucosa en sangre significa menos glicación de las proteínas adyacentes y menos grasa que oxidar en el torrente sanguíneo que pueda provocar aterosclerosis. Los diabéticos que sufren diabetes mellitus tipo 2 tienen insensibilidad a la insulina provocada por exposición a largo plazo a altos niveles de glucosa en sangre. La obesidad conduce a diabetes tipo 2. Este tipo de diabetes y la de tipo 1 descontrolada producen un efecto de aceleración del envejecimiento debido a los efectos arriba mencionados. Podría haber un continuo entre la RC y el Síndrome metabólico.
Al examinar la Restricción Calórica con nutrición óptima se observa que con el mismo alimento y un valor nutricional igual hay una mayor proporción de nutrientes a calorías. Esto podría conducir a un nivel más ideal de nutrientes esenciales y beneficiosos en el organismo. Muchos nutrientes pueden darse en mayor cantidad de la necesaria sin efectos adversos mientras se encuentren en equilibrio y no sobrepasen la capacidad del organismo de almacenarlos y hacerlos circular. Muchos nutrientes producen efectos protectores como antioxidantes y se pueden encontrar a niveles mayores en el cuerpo porque habría también niveles menores de radicales libres debido al descenso de la ingesta calórica.
La restricción calórica con nutrición óptima aún no ha sido comparada con el exceso calórico en las mismas nutriciones. Podría resultar que con calorías extra, la nutrición aumentaría de modo similar a proporciones comparables a las de la restricción calórica produciendo beneficios similares.
Los niveles de necesidades calóricas podrían estar sesgados y no reflejar las de individuos sedentarios. La restricción calórica podría consistir más en adaptar la dieta a las necesidades corporales.
Aunque se podría ajustar el envejecimiento al concepto de la acumulación de daño, la verificación de que los radicales libres participan en la señalización intracelular ha hecho que la equiparación de sus efectos con un simple "daño" sea más problemática de lo que se acostumbraba en los últimos años.

## Contraindicaciones y precauciones
Contraindicaciones absolutas[cita requerida]
- Cardiopatías: arritmias severas, angina inestable, infarto de miocardio reciente, etc.
- Accidente cerebrovascular reciente.
- Neofropatía o hepatopatía severas.
- Enfermedad psiquiátrica grave, antecedente de bulimia o anorexia nerviosa, alcoholismo.
- Infecciones, enfermedades sistémicas o tratamientos que ocasionan pérdida de proteínas (lupus eritematoso sistémico, enfermedad de Cushing, tratamiento con esteroides, etc.)
- Enfermedad neoplástica.
- Diabetes mellitus con tendencia a la cetosis.
- BMI menos de 25-27.
- Embarazo y lactancia.

Contraindicaciones relativas:
- Antecedentes de mal cumplimiento de un tratamiento médico anterior.
- Insuficiencia cardiaca congestiva.
- Tratamiento con fármacos que producen pérdida de potasio.
- BMI menor de 30.
- Niños y adolescentes.
- Pacientes mayores de 65 años.

Precauciones:
- Angina o antecedentes de cardiopatía.
- Presencia de enfermedad sistémica.
- Tratamiento farmacológico crónico: antihipertensivos, antiinflamatorios, psicótropos, etc.
- Diabetes mellitus no insulinodependiente.
- Gota.
- Colelitiasis.
- Trastornos emocionales.